# Papilio chikae
Papilio chikae és una espècie de lepidòpter papilionoïdeu de la família dels papiliònids (Papilionidae) i una relíquia de l'últim període glacial.

## Descripció
Fa 11-12 cm d'envergadura alar. És de color negre amb un reguitzell de punts vermells i una àrea verda blavosa a les ales posteriors. La part inferior és de color marró fosc. A la vora exterior hi ha una banda blanca amb vetes fosques.
Presenta dimorfisme sexual: el mascle té menys taques de color vermell a la part superior de les ales posteriors i la seua àrea verda blavosa és més gran que la de la femella.

## Subespècies
- Papilio chikae hermeli (Nuyda, 1992)[4]

## Hàbitat i distribució geogràfica
Viu als boscos per damunt dels 1.500 m d'altitud de la Serralada Central de l'illa de Luzon (Filipines).

## Estat de conservació
La captura il·legal pels turistes i els nadius (per vendre-les i enviar-les al Japó) és la seua principal amenaça.